# 惡夜性追緝
《惡夜性追緝》（英語：Midnight in the Switchgrass）是一部2021年美國犯罪驚悚片，由藍道爾·艾米特執導電影（長片導演處女作），艾倫·霍斯內爾（Alan Horsnail）執筆劇本，梅根·福克斯、布魯斯·威利和艾米爾·荷許主演。講述聯邦調查局探員和佛羅里達州警官聯手調查一連串懸而未決的連環殺手謀殺案。電影定於2021年7月23日美國上映。

## 演員
- 梅根·福克斯飾演蕾貝卡·隆巴迪（Rebecca Lombardi）
- 布魯斯·威利飾演卡爾·赫爾特（Karl Helter）
- 艾米爾·荷許飾演拜倫·克勞福德（Byron Crawford）
- 盧卡斯·哈斯飾演彼得（Peter）
- 莉迪亞·赫爾（Lydia Hull）飾演凱倫（Karen）
- 西絲汀·史特龍（英语：Sistine Stallone）飾演希絲（Heather）
- 麥可·畢奇飾演亞伯勒警探（Detective Yarbrough）
- 凱特琳·卡麥克（英语：Caitlin Carmichael）飾演翠西·李（Tracey Lee）
- 艾力克·安登（英语：Alec Monopoly）飾演嫌疑人／高個子
- 薇爾克·懷特（英语：Welker White）飾演凱洛格女士（Ms. Kellog）
- 潔姬·克魯茲飾演蘇珊娜（Suzanna）
- 寇森·貝克飾演卡爾文（Calvin，未掛名）

## 製作
2020年1月22日，製片人藍道爾·艾米特宣布將製作自己的長片執導首作，艾米爾·荷許將出演。梅根·福克斯與布魯斯·威利於2月16簽約演出，主要拍攝定於3月16日開始進行。2020年3月12日，盧卡斯·哈斯、寇森·貝克、西絲汀·史特龍、凱特琳·卡麥克、麥可·畢奇、薇爾克·懷特、艾力克·安登和潔姬·克魯茲加入演出陣容。2020年3月16日，受到COVID-19疫情影響而停止製作。拍攝作業在6月29日恢復。

## 發行
電影定於2021年7月23日美國上映。

## 外部連結
- 互联网电影数据库（IMDb）上《惡夜性追緝》的资料（英文）